# Mariestad (Gemeinde)
Koordinaten: 58° 43′ N, 13° 49′ O

Mariestad ist eine Gemeinde (schwedisch kommun) am See Vänern in der südschwedischen Provinz Västra Götalands län und der historischen Provinz Västergötland. Hauptort der Gemeinde ist Mariestad.

## Geographie
Die Gemeinde erstreckt sich etwa 40 Kilometer entlang des östlichen Ufers des Vänern. Zum Gemeindegebiet gehören auch die vorgelagerten Schären und Inseln, u. a. die Schären von Djurö, die seit 1991 ein Nationalpark sind.
Im Norden der Gemeinde liegt Sjötorp (etwa 20 km nördlich von Mariestad), wo der Göta-Kanal in den Vänern mündet.
Im Süden hat die Gemeinde Anteil am Berg Lugnåsberget mit der Ortschaft Lugnås (10 km südwestlich von Mariestad), früher ein wichtiger Produzent von Mühlensteinen, dessen Steinbrüche heute besichtigt werden können. Östlich des Lugnåsberget erstreckt sich das Tal des Tidan, der hier vom Vogelsee Östen zum Vänern fließt, in den er bei Mariestad mündet.

## Wirtschaft
Der größte Arbeitgeber in der Gemeinde ist der öffentliche Sektor. Die Industrie konzentriert sich auf die Stadt Mariestad (siehe dort).

## Orte
Folgende Orte sind Ortschaften (tätorter):
- Lugnås
- Lyrestad
- Mariestad
- Odensåker
- Sjötorp
- Ullervad

## Städtepartnerschaften
Mariestad listet folgende Partnerstädte auf:
| Stadt              | Land                 |
| ------------------ | -------------------- |
| Kamjanez-Podilskyj | Chmelnyzkyj, Ukraine |
| Ukmergė            | Vilnius, Litauen     |